# 哈利斯 (明尼蘇達州)
哈利斯（英語：Harlis）是位於美國明尼蘇達州派恩縣的一個鬼鎮。

## 歷史
鐵路公司曾於哈利斯設置車廠。哈利斯的郵局於1914年設立，其後於1932年停運。

## 地理
哈利斯所處的海拔為高於海平面396米（即1299英呎），而該地所採用的時區為UTC-6，即北美中部時區（CST）。同時該地設有夏令時間，為UTC-6調快一小時，即UTC-5（CDT）。